# Lista de episódios de The Royals
The Royals é uma série de televisão estadunidense, do gênero drama, criada por Mark Schwahn, e estrelada por Elizabeth Hurley. Foi exibida na E! de 15 de março de 2015 a 13 de março de 2018. A série é uma adaptação do romance "Falling for Hamlet" (2011), de Michelle Ray. Os episódios tiveram seus títulos geralmente retirados de diálogos de "Hamlet", de William Shakespeare.
"The Royals" segue a vida da família real britânica e como eles lidam com os dramas e escândalos dentro e fora da família, principalmente aos olhos do público.
Em 13 de maio de 2018, 40 episódios de "The Royals" foram ao ar, concluindo a quarta temporada e finalizando a série.

## Resumo
| Temporada | Temporada | Episódios | Exibição original      | Exibição original       |
| Temporada | Temporada | Episódios | Estreia de temporada   | Final de temporada      |
| --------- | --------- | --------- | ---------------------- | ----------------------- |
|           | 1         | 10        | 15 de março de 2015    | 17 de maio de 2015      |
|           | 2         | 10        | 15 de novembro de 2015 | 17 de janeiro de 2016   |
|           | 3         | 10        | 4 de dezembro de 2016  | 19 de fevereiro de 2017 |
|           | 4         | 10        | 11 de março de 2018    | 13 de maio de 2018      |

## Episódios

### 1ª temporada (2015)
| No. geral | No. na série | Título                                        | Dirigido por     | Escrito por       | Exibição            | Audiência (milhões) |
| --------- | ------------ | --------------------------------------------- | ---------------- | ----------------- | ------------------- | ------------------- |
| 1         | 1            | "Stand and Unfold Yourself"                   | Mark Schwahn     | Mark Schwahn      | 15 de março de 2015 | 1.41                |
| 2         | 2            | "Infants of the Spring"                       | Mark Schwahn     | Mark Schwahn      | 22 de março de 2015 | 1.32                |
| 3         | 3            | "We Are Pictures, or Mere Beasts"             | Arlene Sanford   | Mark Schwahn      | 29 de março de 2015 | 0.83                |
| 4         | 4            | "Sweet, Not Lasting"                          | Jean de Segonzac | Johnny Richardson | 5 de abril de 2015  | 1.12                |
| 5         | 5            | "Unmask Her Beauty to the Moon"               | Arlene Sanford   | Julia Cohen       | 12 de abril de 2015 | 1.07                |
| 6         | 6            | "The Slings and Arrows of Outrageous Fortune" | Jean de Segonzac | Mark Schwahn      | 19 de abril de 2015 | 1.12                |
| 7         | 7            | "Your Sovereignty of Reason"                  | Tom Vaughan      | Scarlett Lacey    | 26 de abril de 2015 | 1.13                |
| 8         | 8            | "The Great Man Down"                          | Mark Schwahn     | Mark Schwahn      | 3 de maio de 2015   | 1.19                |
| 9         | 9            | "In My Heart There Was a Kind of Fighting"    | Tom Vaughan      | Mark Schwahn      | 10 de maio de 2015  | 1.17                |
| 10        | 10           | "Our Wills and Fates Do So Contrary Run"      | Mark Schwahn     | Mark Schwahn      | 17 de maio de 2015  | 1.15                |

### 2ª temporada (2015–16)
| No. geral | No. na série | Título                                                             | Dirigido por     | Escrito por       | Exibição               | Audiência (milhões) |
| --------- | ------------ | ------------------------------------------------------------------ | ---------------- | ----------------- | ---------------------- | ------------------- |
| 11        | 1            | "It Is Not, nor It Cannot Come to Good"                            | Mark Schwahn     | Mark Schwahn      | 15 de novembro de 2015 | 0.84                |
| 12        | 2            | "Welcome Is Fashion and Ceremony"                                  | Michael Lange    | Mark Schwahn      | 22 de novembro de 2015 | 0.73                |
| 13        | 3            | "Is Not This Something More Than Fantasy?"                         | Tom Vaughan      | Mark Schwahn      | 29 de novembro de 2015 | 0.53                |
| 14        | 4            | "What, Has This Thing Appear'd Again Tonight?"                     | Mark Schwahn     | Mark Schwahn      | 6 de dezembro de 2015  | 0.63                |
| 15        | 5            | "The Spirit That I Have Seen"                                      | Tom Vaughan      | Julia Cohen       | 13 de dezembro de 2015 | 0.65                |
| 16        | 6            | "Doubt Truth to Be a Liar"                                         | Tara Nicole Weyr | Johnny Richardson | 20 de dezembro de 2015 | 0.71                |
| 17        | 7            | "Taint Not Thy Mind, nor Let Thy Soul Contrive Against Thy Mother" | James Lafferty   | Scarlett Lacey    | 27 de dezembro de 2015 | 0.67                |
| 18        | 8            | "Be All My Sins Remembered"                                        | Mark Schwahn     | Mark Schwahn      | 3 de janeiro de 2016   | 0.82                |
| 19        | 9            | "And Then It Started Like a Guilty Thing"                          | Les Butler       | Mark Schwahn      | 10 de janeiro de 2016  | 0.81                |
| 20        | 10           | "The Serpent That Did Sting Thy Father's Life"                     | Mark Schwahn     | Mark Schwahn      | 17 de janeiro de 2016  | 0.85                |

### 3ª temporada (2016–17)
| No. geral | No. na série | Título                                          | Dirigido por   | Escrito por                | Exibição                | Audiência (milhões) |
| --------- | ------------ | ----------------------------------------------- | -------------- | -------------------------- | ----------------------- | ------------------- |
| 21        | 1            | "Together with Remembrance of Ourselves"        | Mark Schwahn   | Mark Schwahn               | 4 de dezembro de 2016   | 0.61                |
| 22        | 2            | "Passing Through Nature to Eternity"            | James Lafferty | Mark Schwahn               | 11 de dezembro de 2016  | 0.68                |
| 23        | 3            | "Aye, There's the Rub"                          | Les Butler     | Mike Herro & David Strauss | 18 de dezembro de 2016  | 0.53                |
| 24        | 4            | "Our (Late) Dear Brother's Death"               | Erica Dunton   | Johnny Richardson          | 1 de janeiro de 2017    | 0.46                |
| 25        | 5            | "Born to Set It Right"                          | James Lafferty | Scarlett Lacey             | 8 de janeiro de 2017    | 0.54                |
| 26        | 6            | "More Than Kin, and Less Than Kind"             | Mark Schwahn   | Mark Schwahn               | 15 de janeiro de 2017   | 0.46                |
| 27        | 7            | "The Counterfeit Presentment of Two Brothers"   | Menhaj Huda    | Brian Fernandes            | 22 de janeiro de 2017   | 0.57                |
| 28        | 8            | "In the Same Figure, Like the King That's Dead" | Clark Mathis   | Mark Schwahn               | 29 de janeiro de 2017   | 0.50                |
| 29        | 9            | "O, Farewell, Honest Soldier"                   | Les Butler     | Mark Schwahn               | 12 de fevereiro de 2017 | 0.47                |
| 30        | 10           | "To Show My Duty in Your Coronation"            | Mark Schwahn   | Mark Schwahn               | 19 de fevereiro de 2017 | 0.52                |

### 4ª temporada (2018)
| No. geral | No. na série | Título                                             | Dirigido por   | Escrito por     | Exibição            | Audiência (milhões) |
| --------- | ------------ | -------------------------------------------------- | -------------- | --------------- | ------------------- | ------------------- |
| 31        | 1            | "How Prodigal the Soul"                            | Mark Schwahn   | Mark Schwahn    | 11 de março de 2018 | 0.50                |
| 32        | 2            | "Confess Yourself to Heaven"                       | Les Butler     | Terrence Coli   | 18 de março de 2018 | 0.45                |
| 33        | 3            | "Seek For Thy Noble Father in the Dust"            | Clark Mathis   | Mark Schwahn    | 25 de março de 2018 | 0.42                |
| 34        | 4            | "Black as His Purpose Did the Night Resemble"      | Mark Schwahn   | Mark Schwahn    | 1 de abril de 2018  | 0.35                |
| 35        | 5            | "There's Daggers in Men's Smiles"                  | James Lafferty | Scarlett Lacey  | 8 de abril de 2018  | 0.39                |
| 36        | 6            | "My News Shall Be the Fruit To That Great Feast"   | Erica Dunton   | Mark Schwahn    | 15 de abril de 2018 | 0.35                |
| 37        | 7            | "Forgive Me This My Virtue"                        | Clark Mathis   | Brian Fernandes | 22 de abril de 2018 | 0.35                |
| 38        | 8            | "In the Dead Vast and Middle of the Night"         | James Lafferty | Mark Schwahn    | 29 de abril de 2018 | 0.39                |
| 39        | 9            | "Foul Deeds Will Rise"                             | Les Butler     | Mark Schwahn    | 6 de maio de 2018   | 0.39                |
| 40        | 10           | "With Mirth in Funeral and with Dirge in Marriage" | Mark Schwahn   | Mark Schwahn    | 13 de maio de 2018  | 0.42                |